# Jörg Bergstedt

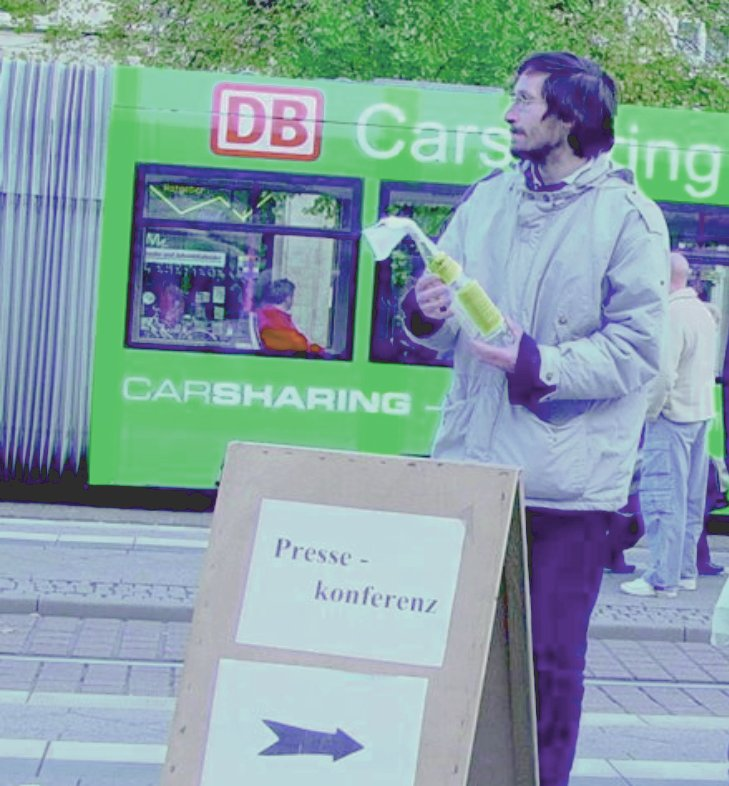
Jörg Bergstedt, 2003

Jörg Bergstedt (* 2. Juli 1964 in Bleckede) ist ein deutscher Umweltaktivist und Publizist. Seine Aktionen brachten den Anarchisten zwar wiederholt in Konflikt mit der Rechtsordnung, er konnte jedoch seinerseits auch eine Reihe von juristischen Erfolgen erzielen.
Für ihn steht die öffentliche Vermittlung im Zentrum politischer Proteste.

## Naturschutzjugend und politische Organisationen
Bergstedt begann in der Jugendumweltbewegung mit der Renaturierung von Bächen und dem Pflanzen von Hecken. Als sie die Verschmutzungsquellen eines belasteten Bachs näher untersuchten und veröffentlichen, wurde er erstmals provokant.
Als Bundesvorstandsmitglied der Naturschutzjugend (NAJU) sorgte er Mitte der 1980er-Jahre für Unruhe, als er versuchte, der NAJU die Verbandsstrukturen zu nehmen, sie vom NABU abzukoppeln und mit der BUNDjugend zu einer Jugendumweltbewegung zusammenzuschließen. An die Stelle der Verbandsstrukturen sollte eine horizontale, graswurzelartige Vernetzung treten. Mit der Begründung, er „beweg[e] sich mit seinen Ansichten nicht mehr auf dem Boden der demokratischen Grundordnung“, wurde er 1990 ausgeschlossen. Viele seiner Mitstreiter verließen in der Folge ebenfalls die Naturschutzjugend. Bergstedt war schon zum Zeitpunkt der Gründung der Grünen politisch aktiv. So gründete er während seiner Schülerzeit in Ratzeburg die unabhängige Umweltgruppe „AG Leben und Umwelt“. In seinen Zusammenhängen sprach er sich gegen eine Parteigründung aus, später bezog er öffentlich Standpunkt auf der Gründungsversammlung gegen den Aufbau der Liste Ökolinx und kritisierte die Fixierung auf die PDS.

## Projektwerkstatt
Bergstedt lebt in einer Projektwerkstatt in Reiskirchen/Saasen, die sich sowohl als Tagungszentrum und Treffpunkt für Linke und Umweltgruppen als auch als politische Wohngemeinschaft versteht. Die Projektwerkstatt Saasen ist Nachfolgeprojekt des gleichnamigen Projektes im alten Bahnhof Trais-Horloff, in dem Bergstedt ebenfalls schon aktiv war.
Bergstedt wird von Außenstehenden oft als Leiter der Projektwerkstatt angesehen, weil er länger als andere Aktivisten dort wohnhaft und aktiv ist. Er gilt als scharfer Kritiker von Nichtregierungsorganisationen, deren politischen Ansatz er als reformistisch und staatstragend erachtet. Insbesondere die großen Umweltverbände, wie BUND, NABU und Attac stehen im Zentrum seiner Kritik.
Auch Bergstedt selbst steht immer wieder in der Kritik. Diese macht sich in der Regel daran fest, dass Bergstedt als Individualanarchist meist selbst in Aktion tritt, womit der Vorwurf verbunden ist, dass er selbstdarstellerisch handele. Die Anwürfe reichen bis zur Bezeichnung als „Guru“ und „Mitglied einer Politsekte“ durch den ehemaligen Gießener Staatsschutzchef Puff in einem juristischen Verfahren vor dem Amtsgericht Gießen.
Das Bundesverfassungsgericht bezeichnet ihn als „Wahlgegner und Gegner des herrschenden Wirtschafts- und Gesellschaftssystems und Anarchist“. Er tritt für eine herrschaftsfreie Gesellschaft ein.

## Feldbefreiung
Seit Mitte der 1990er Jahre engagiert sich Bergstedt gegen die Aussaat genetisch veränderter Pflanzen, da er Gentechnik als Instrument von Herrschaft, Kontrolle und Steuerung ablehnt und sie zudem als schädlich für die menschliche Nahrungskette erachtet. Einer seiner Hauptkritikpunkte ist, dass Gentechnik im kapitalistischen System allein den Konzernen nütze und jedes Forschungsergebnis allein für Profitinteressen benutzt werde. Als in Gießen im Jahr 2006 zum wiederholten Mal transgene Gerste gesät wurde, verstärkte er seine Aktivitäten. Im Zusammenhang mit einer versuchten „Feldbefreiung“ in Gießen, bei der nicht unwesentliche Teile des Versuchsfeldes zerstört wurden, wurde er in Unterbindungsgewahrsam genommen.
Zur „spektakulären Feldbefreiung“, so die Bezeichnung Bergstedts für die gezielte Zerstörung gentechnisch veränderter Gerstenpflanzen auf einem Versuchsfeld der Universität Gießen am Pfingstfreitag 2006, an der Bergstedt beteiligt war, wurde 2007 eine umfangreiche Anklage erhoben. Am 4. September 2008 wurden Bergstedt und ein weiterer Angeklagter wegen Sachbeschädigung und Hausfriedensbruchs zu einer Freiheitsstrafe von 6 Monaten verurteilt.
Im Frühjahr 2008 beteiligte sich Bergstedt an mehreren Besetzungen von Genversuchsfeldern, was unter anderem die Folge hatte, dass die letzten Felder der Universität Gießen nicht mehr nutzbar waren und seitdem in Hessen kein Feld mit gentechnisch veränderten Pflanzen mehr besteht.
Im Frühjahr 2009 veröffentlichte Bergstedt die Schrift "Organisierte Unverantwortlichkeit", in der er Verflechtungen zwischen Konzernen, Genehmigungsbehörden, Forschung und Lobbyverbänden nachzuweisen versuchte und wirbt mit Vorträgen für die Aktionsform der Feldbefreiung.

## Kommunikationsguerilla
Bergstedt gilt als ein Verfechter von Kommunikationsguerilla, die sich beispielsweise in veränderten Wahlplakaten und Werbetafeln, gefälschten „amtlichen“ Schreiben oder Aufklebern auf Produkten manifestiert.
Bergstedt bedient sich dabei auch bisweilen schräger Methodik, so trat er mit einem großen Stoff-Fernsehbildschirm und Antennen auf dem Kopf im von ihm benannten „Mars TV“ auf, um in der Rolle als Journalist von einer anderen Welt eine Absurdität von Polizeiaufgeboten zu „dokumentieren“. Diese Auftritte brachten ihm den Ruf ein, ein „Politclown“ wie Fritz Teufel zu sein.
Bei den Aktionen Bergstedts kommt es häufig zu größeren Polizeieinsätzen und Gewahrsamnahmen, um gegebenenfalls ausgesprochene Platzverweise durchzusetzen.

## Gießener Prozesse
In einem Gerichtsverfahren im April 2005 wurde Bergstedt zu acht Monaten Haft ohne Bewährung verurteilt. Die Anklage lautete auf gefährliche Körperverletzung, Beleidigung und mehrere Sachbeschädigungen. Zu der den Vorwurf der Körperverletzung begründenden Handlung kam es, als Bergstedt im Rahmen einer Spontandemonstration (Kommunikationsguerilla/verstecktes Theater) unmittelbar vor einem CDU-Stand am 11. Januar 2003 unter tumultartigen Umständen festgenommen wurde und sich nach Angaben beteiligter Polizisten gegen diese Festnahme wehrte.
Ab dem 18. Mai 2006 sollte Bergstedt, nachdem auch die Revision des Verfahrens verworfen wurde, seine Haftstrafe in der Justizvollzugsanstalt Gießen antreten. Am 14. Mai wurde er von der Gießener Polizei auf Grund des Verdachts festgenommen, er habe zuvor in Gießen Sachbeschädigungen durch Farbschmierereien begangen. Im Anschluss an die Verhaftung wurde durch einen Haftrichter Unterbindungsgewahrsam angeordnet. Am 17. Mai wurde die Vollstreckung des Urteils, nach dem Bergstedt am 18. Mai die Haft anzutreten habe, jedoch bis mindestens 15. November 2006 durch die 1. Kammer des Ersten Senats des Bundesverfassungsgerichts ausgesetzt. Der Grund dafür war eine Verfassungsbeschwerde, die Bergstedt auf Grund der Prozesse eingereicht hatte. Am 30. April 2007 entschied das Verfassungsgericht schließlich, dass die Verurteilung Bergstedts wegen gefährlicher Körperverletzung und Widerstands gegen die Staatsgewalt verfassungswidrig war, da die Ingewahrsamnahme Bergstedts wegen der Versammlung offenkundig rechtswidrig war und Bergstedt sich möglicherweise gegen die Festnahme habe wehren dürfen. Zur Prüfung dieses Umstandes wurde das Verfahren an das Landgericht Gießen zurückverwiesen, das das Verfahren bezüglich des Widerstands einstellte. Die Verurteilungen wegen gemeinschaftlicher Sachbeschädigung in sechs Fällen, wegen Hausfriedensbruchs und wegen Beleidigung wurden rechtskräftig.
Durch das Oberlandesgericht Frankfurt wurde in einem anderen Verfahren (Az. 20 W 221/06) am 18. Juni 2007 beschlossen, dass Polizeieinsätze gegen Bergstedt rechtswidrig waren, wobei auf schon vorher feststehende, aber verschwiegene Erkenntnisse der Ermittlungsbehörden zurückgegriffen wurde: „Aus dem Vermerk ergibt sich, dass der Betroffene in der Zeit von 2.28 bis 2.47 Uhr beobachtet worden ist, wie er im Bereich des Giessener Justizkomplexes Badminton spielte. Danach ist ausgeschlossen, dass der Betroffene zwischen 2.27 und 2.35 Uhr in der CDU-Geschäftsstelle ein Loch in die Eingangstür gebohrt hat.“
Weiter vergleicht der Beschluss des OLG Frankfurt die gegen Bergstedt benutzten Methoden mit denen der Nazi-Zeit: „Da das Instrument des Gewahrsams während der Nazizeit äußerst massiv missbraucht wurde, sollte es durch die Tatbestandsmerkmale ‚unerlässlich‘ und ‚unmittelbar bevorstehend‘ rechtlich unmöglich gemacht werden, dass die Vorschrift zu einer Ermächtigung zum sog. Vorbeugegewahrsam (früher: Schutzhaft) ausgeweitet wird.“
Bis zum 20. November 2006 lief ein neuer Prozess vor dem Gießener Amtsgericht, bei dem es um den Vorwurf ging, dass Bergstedt einen Graffitianschlag auf ebendieses Gericht verübt habe. Bergstedt und die Projektwerkstatt erhoben den Vorwurf der politischen Justiz und veröffentlichten umfangreiche Dokumente, dass Beweismittel gefälscht worden seien. Ihm wurde hingegen der Vorwurf gemacht, die Verfahren zu inszenieren, um Aufmerksamkeit für seine Inhalte zu erreichen. Bergstedt wurde in der ersten Instanz zu einer Strafe von 140 Tagessätzen verurteilt, die mit der noch nicht vollzogenen Freiheitsstrafe aus dem vorangegangenen Prozess zu einer Gesamtfreiheitsstrafe von 10 Monaten zusammengezogen wurde. Die zweite Instanz scheiterte zunächst, am 20. November 2009 wurde das Verfahren eingestellt.
Zum 23. Mai 2007 war Bergstedt nach Halle zur Wiederholung einer Gerichtsverhandlung geladen. Kurz vor dem Termin sagte das Gericht den Termin ab und stellte das gesamte Verfahren auf Staatskosten ein.
Inzwischen sind mehrere Polizeiangriffe und Gerichtsentscheide gegen Bergstedt selbst zum Gegenstand von Ermittlungen geworden, weil offensichtlich Beweismittel manipuliert und Ermittlungsergebnisse vertuscht wurden. Die Generalstaatsanwaltschaft beim Oberlandesgericht beauftragte die Staatsanwaltschaft Wiesbaden mit den Ermittlungen gegen Gießener Polizei und Justiz. Die Agentur Deutscher Depeschendienst (ddp) veröffentlichte am 22. November 2007 einen umfangreichen Recherchebericht, der die Vorwürfe weitgehend bestätigte. Die Vorgänge waren 2011 Gegenstand von Debatten im Innenausschuss des Hessischen Landtags und einer gerichtlichen Überprüfung am Oberlandesgericht Frankfurt.
Das Landgericht Gießen bestätigte im Oktober 2009 in 2. Instanz die sechsmonatige Haftstrafe für das Herausreißen genmanipulierter Gerste auf einem Versuchsfeld der Uni Gießen im Mai 2006. Das Hessische Oberlandesgericht verwarf die Revision und eine Verfassungsbeschwerde wurde vom Bundesverfassungsgericht nicht zur Entscheidung angenommen. Bergstedts Haftantritt war am 23. September 2010.
Im November 2011 wurde bekannt, dass ein im Zusammenhang mit der Untersuchung der unrechtmäßigen Festnahme Bergstedts gegen den damaligen hessischen Innenminister Volker Bouffier eingeleitetes Vorermittlungsverfahren durch eine Aktenmanipulation aus dem Blickfeld der Aufmerksamkeit gerückt wurde. Der Sprecher des Innenministeriums, Mark Kohlbecher bezeichnete das als „Fehlerkorrektur“. Es habe sich um eine „redaktionelle Änderung“ gehandelt.

## Proteste gegen die Internationale Automobilausstellung
2021 war Bergstedt unter den Aktivisten, die sich zeitgleich zur Eröffnung der Internationalen Automobil-Ausstellung auf allen Zufahrtsautobahnen zum Münchner Messegelände von Schilderbrücken abseilten und Verkehrsschilder überklebten. Er bezeichnete sich als Mitentwickler der Techniken, sich über Autobahnen abzuseilen und so den Verkehr zu blockieren.

## Durchsetzung von Rechten und Bürgerrechten
Bergstedt ist nicht nur mehrfach selbst angeklagt worden, sondern hat auch als Kläger mehrere Siege vor Gerichten erstritten, bei denen es um die Durchsetzung von Bürgerrechten gegenüber staatlichen Instanzen ging. Dazu gehören:
- Erfolgreiche Verfassungsbeschwerde wegen Verstoßes gegen das Demonstrationsrecht[24]
- Mehrere erfolgreiche Beschwerden gegen polizeiliche Maßnahmen, darunter den Beschluss des OLG Frankfurt vom 18. Juni 2007, in dem eine Polizeioperation mit der Schutzhaftpraxis des Dritten Reiches verglichen wurde.[25]
- Durchsetzung des Akteneinsichtsrechts für unverteidigte Angeklagte vor Gericht (nach StPO) und Durchsetzung des Akteneinsichtsrechts für jedermann bei Bundesbehörden (nach dem Umweltinformationsgesetz)
- Erfolgreiche Klage gegen den Versuch der Landesregierung Hessen, Gebühren für Demonstrationsanmeldungen einzuführen[26]
- Ausbildung von Angeklagten zur Selbstverteidigung vor Gericht und Aufbau eines Laienverteidigungs-Netzwerks zur Unterstützung von Angeklagten durch Verteidiger nach § 138 II StPO[27]

Ende 2011 klagte Bergstedt vor Verwaltungsgerichten unter anderem gegen Demonstrationsverbote auf eingezäunten, großen Behördengrundstücken vor dem Verwaltungsgericht Braunschweig, gegen die Kontrolle von Personalien beim Zugang zu Berliner Gerichtsgebäuden und gegen die Verweigerung einer Akteneinsicht durch das Forschungszentrum Jülich vor dem Verwaltungsgericht Gießen.

## Verhältnis zum Verfassungsschutz
Innerhalb einiger Gruppen sowohl der Umwelt- als auch der linksradikalen Szene ist Bergstedt umstritten, da ihn sein zeitweiliger Kontakt zum Verfassungsschutz zu einer „Persona non grata“ werden ließ. Dieser Kontakt ist ausführlich dokumentiert und Bergstedt selbst bezeichnet ihn als politischen Fehler. In den meisten Gruppen der linken Szene gilt jeglicher Kontakt mit dem Verfassungsschutz als nicht tolerabel.
Kern der Auseinandersetzung ist die Frage nach dem generellen Umgang mit der Staatsgewalt. Bergstedt vertritt das Konzept der kreativen Antirepression: Man müsse sich verschiedene Handlungsmöglichkeiten offenlassen, statt schematisch auf den Staat zu reagieren, wie es die meisten traditionellen Linken praktizieren würden.
In den Verfassungsschutzberichten des Landes Hessen aus den Jahren 2004 und 2005 wird die Projektwerkstatt, in der Bergstedt aktiv ist, im Zusammenhang mit den Prozessen im Rahmen des Berichts über anarchistische Gruppen erwähnt. Im Bericht von 2006 wurde ausführlicher über die Aktivitäten aus der Projektwerkstatt gegen Gentechnik und gegen den G8-Gipfel in Heiligendamm eingegangen.

## Veröffentlichungen
- Werkbuch Biotopschutz. Franckh-Kosmos, Stuttgart 1990, ISBN 3-440-06056-X
- Handbuch Angewandter Biotopschutz. Ecomed-Verlag, Landsberg 1992 (3 Bände), ISBN 3-609-75490-7
- Biotopschutz und Landschaftsplanung. Deutscher Gemeindeverlag/Kohlhammer, Köln 1993, ISBN 3-555-00930-3
- Praxis Calamus. ITP Wolfram, Attenkirchen 1996, ISBN 3-8266-1258-2
- Agenda, Expo, Sponsoring, Recherchen im Naturschutzfilz, Bd. 1, Daten, Fakten, historische und aktuelle Hintergründe Online verfügbar (mehrere PDFs). Iko-Verlag für Interkulturelle Kommunikation, Frankfurt am Main 1998, ISBN 3-88939-613-5
- Agenda, Expo, Sponsoring, Bd. 2, Perspektiven radikaler, emanzipatorischer Umweltschutzarbeit. Iko-Verlag für Interkulturelle Kommunikation, Frankfurt am Main 1999, ISBN 3-88939-450-7
- Reich oder rechts? Online verfügbar (mehrere PDFs). Iko-Verlag für Interkulturelle Kommunikation, Frankfurt am Main 2002, ISBN 3-88939-652-6
- Mythos attac. Brandes und Apsel Verlag, Frankfurt am Main 2004, ISBN 3-86099-796-3
- Attac. Gipfelstürmer und Straßenkämpfer. Laika, Hamburg 2010, ISBN 978-3-942281-79-9
- Monsanto auf Deutsch. SeitenHieb, Reiskirchen 2011, ISBN 978-3-86747-043-8
- Biotopschutz in der Praxis. Wiley-VCH, Weinheim 2011, ISBN 978-3-527-32688-4
- Aktionsbuch Verkehrswende. Oekom, München 2021, ISBN 978-3-96238-354-1
- Anti-Auto Aktionsbuch. SeitenHieb, Reiskirchen 2021, ISBN 978-3-86747-100-8
- Provoziert! Die Bedeutung provokanter Aktionen für den politischen Protest. Büchner, Marburg 2023, ISBN 978-3-96317-347-9

Darüber hinaus hat er etliche weitere Schriften (Graue Literatur) verfasst oder herausgegeben, unter anderem eine Heftreihe zu sogenannten kreativen Widerstandsmethoden (circa 20 verschiedene Ausgaben wie Kreative Antirepression, Kommunikation subversiv, Kreativ demonstrieren, Gewalt, Demokratie und Gerichtsverfahren). Außerdem veröffentlichte der SeitenHieb-Verlag seine beiden Romane "Suizidalien" und "Hinter den Laboren".

## Auszeichnungen
- 2012: Preis für Zivilcourage der Solbach-Freise-Stiftung